# Kaprolakton
Az ε-kaprolakton, vagy egyszerűen kaprolakton színtelen folyadék, mely a legtöbb szerves oldószerben oldódik. A 6-hidroxi-kapronsav önmagával alkotott gyűrűs észtere, azaz laktonja.
Ötféle kaprolakton van (lásd alább), melyek közül az ε-kaprolakton messze a legfontosabb.

## Előállítás
Baeyer-Villiger oxidációval ciklohexanonból állítják elő. Az oxidálószer a perecetsav. Az eljárás „beépíti” a perecetsavból származó oxigénatomot a ciklohexán gyűrűbe.

## Felhasználás
A kaprolakton túlnyomó részéből ε-kaprolaktámot gyártanak, rendszerint helyben. Az ε-kaprolaktám   nagyon fontos műanyagipari alapanyag.

(CH2)5CO2  +  NH3   →   (CH2)5C(O)NH  +  H2O
Az ε-kaprolaktont mint monomert különleges polimerek gyártására is használják. A gyűrűnyitó polimerizáció pl. polikaprolaktonokat eredményez.
Karbonilációval és hidrolízissel az ε-kaprolaktonból pimelinsav keletkezik.
Nukleofil reagens (pl. víz vagy alkoholok) hatására a laktongyűrű könnyen felnyílik, és polilaktonok keletkeznek.

## A többi kaprolakton
Az α-, β-, γ- és δ-kaprolakton mindegyike királis.
A γ-kaprolakton virágaromák és rovar-feromonok alkotórésze.
δ-kaprolakton található a hevített tejzsírban.

## Biztonság
A kaprolakton gyorsan hidrolizál, és a keletkező 6-hidroxi-kapronsav (más hidroxi-karbonsavakhoz hasonlóan) mérgezés okozója lehet. Ismert a szemirritáló hatása, mely egy idő után a szemgolyó károsodását is eredményezheti.

## Fordítás
Ez a szócikk részben vagy egészben  a   Caprolactone című angol Wikipédia-szócikk fordításán alapul.  Az eredeti cikk szerkesztőit annak laptörténete sorolja fel. Ez a jelzés csupán a megfogalmazás eredetét és a szerzői jogokat jelzi, nem szolgál a cikkben szereplő információk forrásmegjelöléseként.